# Sauternes (wijnstreek)

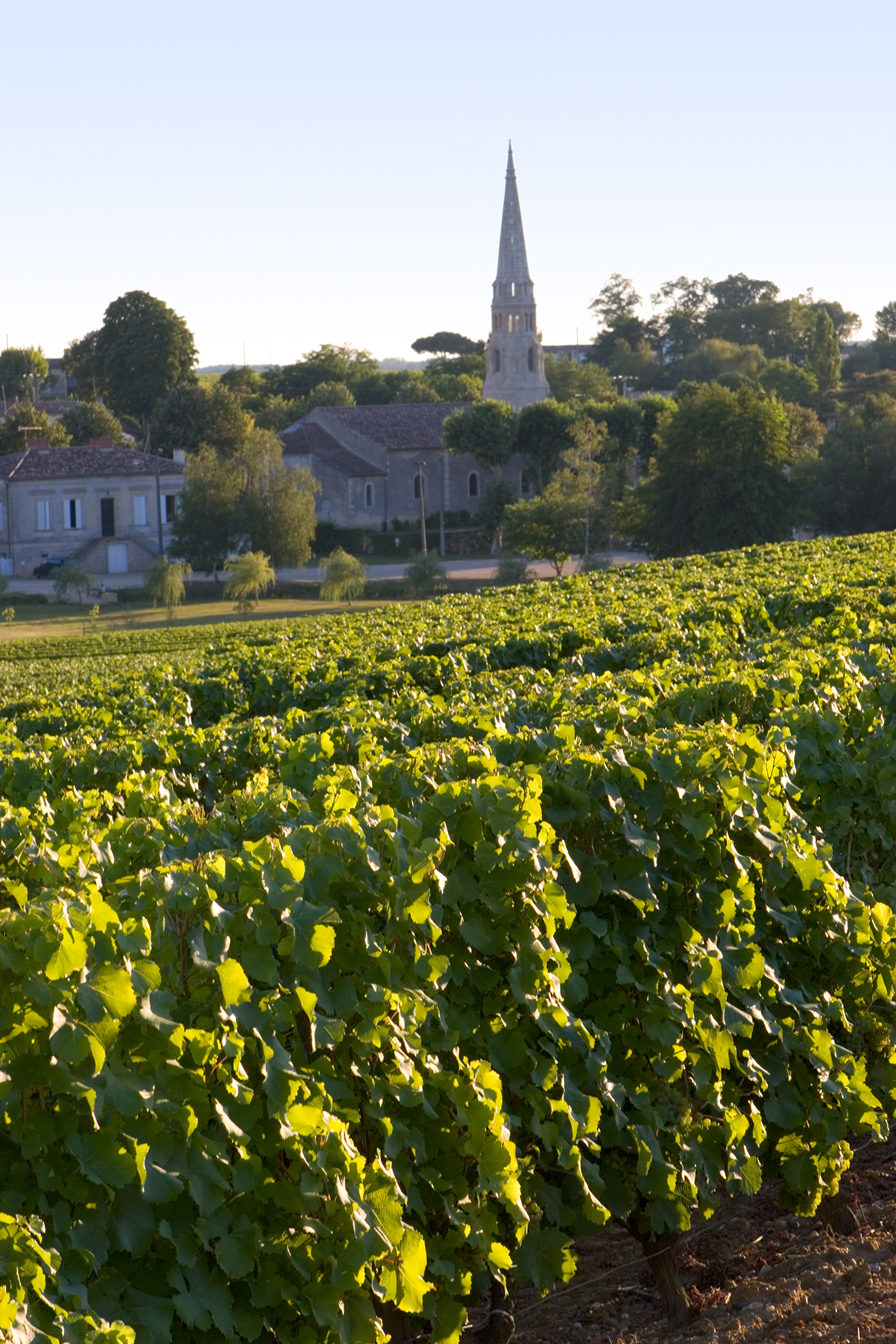
Wijngaard in de Sauternes.

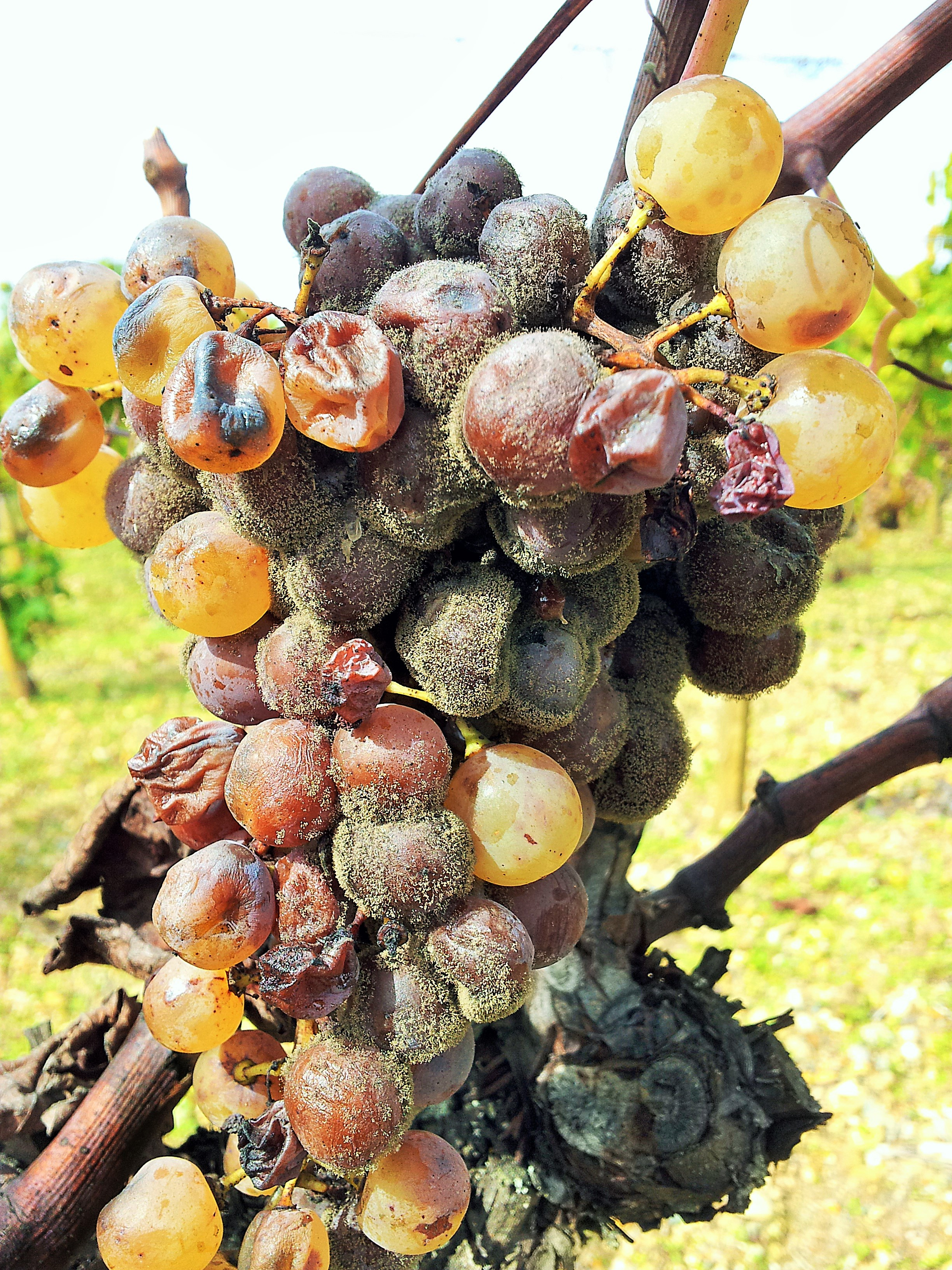
Door botrytis aangetaste druiven.

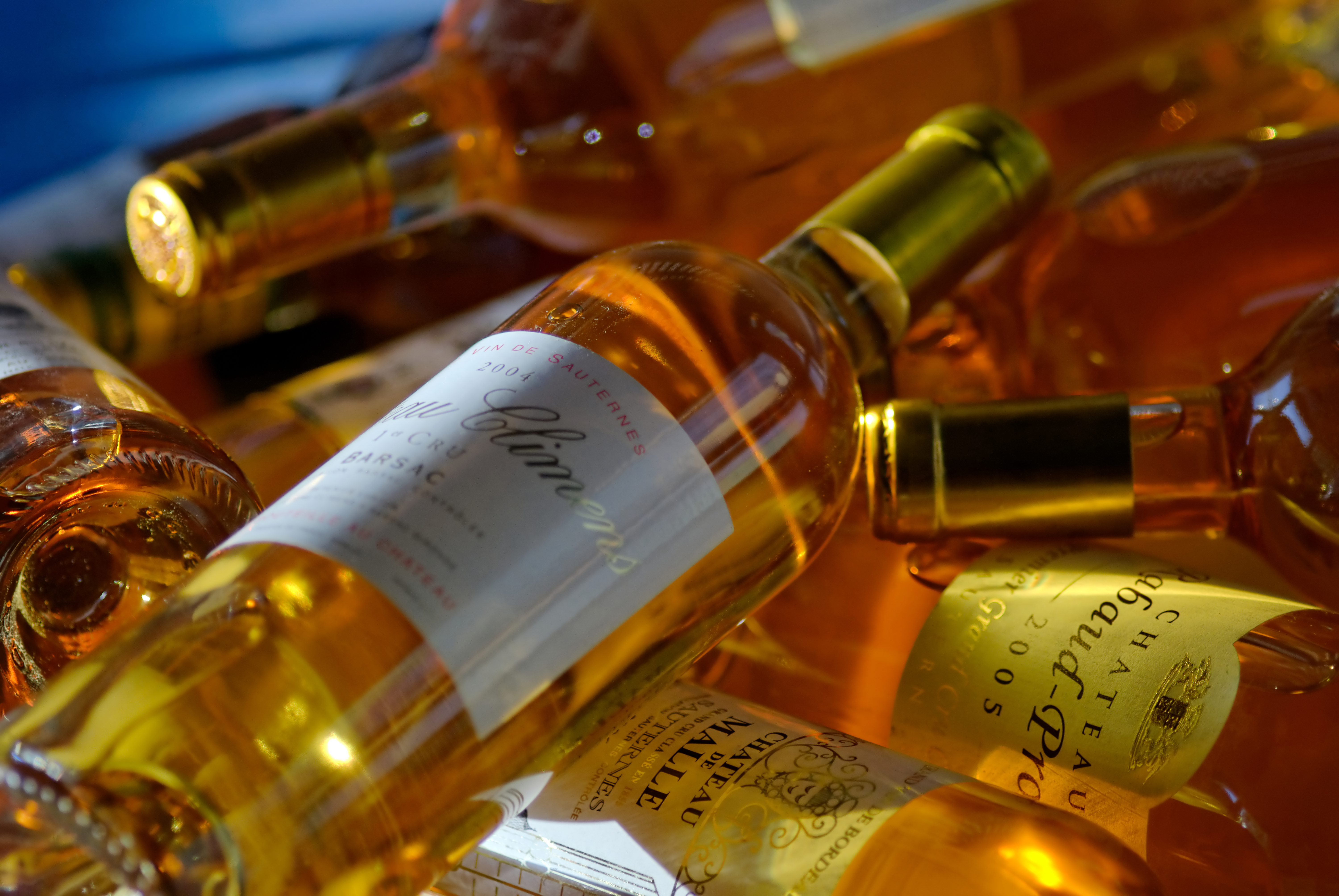
Flessen met wijn uit de Sauternes.

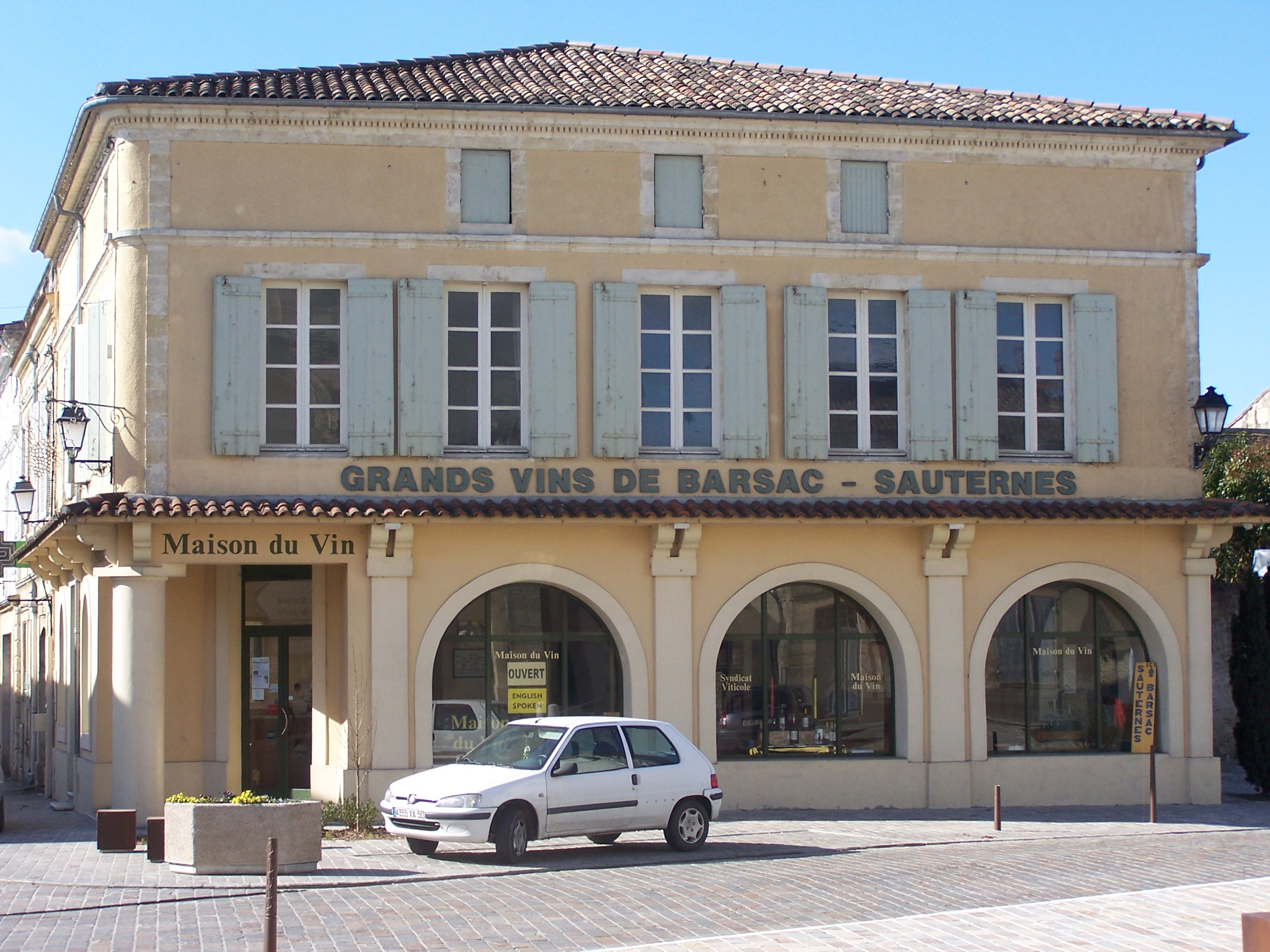
Nagenoeg alle wijnbedrijven uit de streek zijn vertegenwoordigd in het Maison Vins de Barsac-Sauternes.

De Sauternes – ook wel de wijngaarden van de Sauternais genoemd – ligt in de Franse wijnstreek Bordeaux. De naam komt van de gelijknamige gemeente. Het omvat zowel de appellation Sauternes als de appellation Barsac. In goede wijnjaren worden er zoete wijnen gemaakt van druiven die een edele rotting hebben ondergaan, de zogenoemde “pourriture noble”. Er zijn meestal meerdere pluk-ronden over een periode van soms wel 8 weken nodig om de druivenoogst binnen te halen.

## Geschiedenis
In de 17e eeuw waren het Nederlandse kooplieden die in deze streek de productie van wijn aanmoedigden. Destijds wist men al dat het langer laten rijpen van de druiven een fijnere wijn opleverde. De weinig natuurlijk aanwezige botrytis kreeg toen al enig effect op de wijn. Deze werd zoeter.
De Europese hoven ontdekten deze wijnen in de 19e eeuw. Het was de gastronoom Brillat-Savarin die het belang ervan in de Franse keuken benadrukte.
Legendes
De ontwikkeling van de botrytis kent twee legendes.
De eerste legende verhaalt een Duitse Bordeauxwijn-handelaar in 1836, eigenaar van Château La Tour Blanche in Bommes. Hij wilde wachten met oogsten tot de lange herfstregens voorbij waren. Toen de zon terugkeerde, droogden de trossen waarop zich de edele rotting zich ontwikkelde. Het resultaat was een overweldigende zoete wijn met zeer veel aroma’s. Mogelijk was deze ontdekking geen toeval, omdat de wijnhandelaar deze methode al kende als “edelfaule” uit de Rheingau ...
De tweede legende stamt uit 1847 van markies Lur-Saluces, eigenaar van chateau d'Yquem. Toen hij vastzat in Rusland beval hij met oogsten te wachten tot hij terug was. Eenmaal terug zag hij dat veel druiven rot vertoonde. Desalniettemin besloot hij de druiven te oogsten en er wijn van te maken. Het resultaat ook hier een overweldigende zoete wijn met zeer veel aroma’s.

## Microklimaat
Met een gemiddelde temperatuur van ruim 12º C en zo’n 2080 zonuren is het microklimaat gunstig. Ochtendnevel in de warme vochtige nazomers – veroorzaakt door kleine koude beekjes die in de warmere Garonne uitmonden – dragen bij aan de edele rotting van de druiven. Dit verschijnsel kan van jaar tot jaar sterk in intensiteit verschillen.

## De wijngaarden
De wijngaarden beslaan een oppervlakte van 2.200 hectare, omvat 240 producenten en levert een gemiddelde productie op van 5 tot 6 miljoen flessen per jaar. 
In de bodem zit vooral veel kalksteen. Toegestane druivensoorten zijn Sémillon, Sauvignon en Muscadelle. Doorgaans ligt de maximaal bij wet opgelegde opbrengst per hectare tussen de 25 en 28 hectoliter. Er mag alleen handmatig geoogst worden. Jaarlijks wordt vastgesteld wat het minimale alcoholpercentage voor de te maken wijn zal zijn. Ook vindt er jaarlijks een proeverij plaats met monsters van elk wijnhuis. Daar wordt bepaald welke partijen de naam Sauternes mogen gaan dragen en bij welke deze wordt geweigerd. De geweigerde wijnen komen dan vaak als eenvoudige witte bordeaux-wijnen op de markt.
Alleen de wijnen die zijn geproduceerd in de gemeenten Sauternes, Fargues, Bommes, Preignac en Barsac mogen de naam Sauternes dragen. Echter, de wijnen uit Barsac mogen ook onder hun eigen gemeentenaam Barsac op de markt gebracht worden.
In de naast liggende gemeente Cérons en aan de overkant van de Garonne in de Entre-Deux-Mers gelegen Sainte-Croix-du-Mont, Loupiac, Cadillac en het noordoostelijker gelegen Monbazillac worden ook zoete wijnen gemaakt. Die zijn echter niet van het niveau Sauternais.

## Classificatie
Bij de classificatie van Bordeauxwijnen van 1855 hebben zowel Sauternes als Barsac een eigen ranglijst ontwikkeld. Het aantal wijnbedrijven is als volgt verdeeld:
| Appellation | 1er Cru Supérieur | Premiers Crus | Deuxièmes Crus | Total |
| ----------- | ----------------- | ------------- | -------------- | ----- |
| Barsac      | 0                 | 2             | 7              | 9     |
| Sauternes   | 1                 | 9             | 8              | 18    |
| Total       | 1                 | 11            | 15             | 27    |